# ホール郡 (ジョージア州)
ホール郡（英: Hall County）は、アメリカ合衆国ジョージア州の北部に位置する郡である。人口は20万3136人（2020年）。郡庁所在地はゲインズビルであり、同郡で人口最大の都市である。
ホール郡はゲインズビル都市圏に属しており、さらにより大きなアトランタ・サンディスプリングス・マリエッタ大都市統計地域に入っている。

## 歴史
ホール郡は1818年12月15日に、1817年のチェロキー代理人条約と1819年のワシントン条約でチェロキー族インディアンから譲渡された領域に設立された。

郡名はアメリカ独立宣言の署名者であり、ジョージア植民地とジョージア州双方の知事を務めたライマン・ホールに因んで名付けられた。

## 地理
アメリカ合衆国国勢調査局に拠れば、郡域全面積は429.19平方マイル (1,111.6 km2)であり、このうち陸地393.66平方マイル (1,019.6 km2)、水域は35.53平方マイル (92.0 km2)で水域率は8.28%である。

シドニー・ラニアの詩「チャタフーチー川の歌」に歌われているように、チャタフーチー川がホール郡の力を集めている
| OUT of the hills of Habersham, Down the valleys of Hall, I hurry amain to reach the plain, Run the rapid and leap the fall, Split at the rock and together again, | ハーバーシャムの丘から ホールの谷に降りる 私は大急ぎで平原に達する 急流を走り、滝を飛び越す 岩を割りまた1つにする。 |

### 主要高規格道路

#### 州間高速道路
- 州間高速道路985号線

#### アメリカ国道
- アメリカ国道23号線
- アメリカ国道129号線

#### ジョージア州道
| - ジョージア州道11号線 - ジョージア州道11号線産業道路 - ジョージア州道13号線 - ジョージア州道51号線 - ジョージア州道52号線 - ジョージア州道53号線 - ジョージア州道53号線接続路 | - ジョージア州道60号線 - ジョージア州道82号線 - ジョージア州道115号線 - ジョージア州道136号線 - ジョージア州道211号線 - ジョージア州道254号線 - ジョージア州道283号線 | - ジョージア州道284号線 - ジョージア州道323号線 - ジョージア州道332号線 - ジョージア州道347号線 - ジョージア州道365号線 - ジョージア州道369号線 - ジョージア州道419号線 |

### 隣接する郡
- ホワイト郡 - 北
- ハーバーシャム郡 - 北東
- バンクス郡 - 東
- ジャクソン郡 - 南東
- バロウ郡 - 南
- グイネット郡 - 南西
- フォーサイス郡 - 西
- ドーソン郡 - 北西
- ランプキン郡 - 北西

### 見どころ
- シドニー・ラニア湖
- ラニア・アイランズ湖、ビュフォード
- アトランタ道路、ブラゼルトン
- ラニア・ナショナル・スピードウェイ、ブラゼルトン
- ファルコンズ複合施設、フラワリーブランチ
- ジョージア・マウンテンズ・センター、ゲインズビル

## 人口動態
ホール郡は田園部がかなり残っており、住人の多くが未編入領域に住んでいるので、その人口構成比は半分以上になっている。
以下は2000年国勢調査による人口統計データである。
| 基礎データ - 人口: 139,277人 - 世帯数: 80,381 世帯 - 家族数: 80,009 家族 - 人口密度: 137人/km2（354人/mi2） - 住居数: 51,046軒 - 住居密度: 50軒/km2（130軒/mi2） 人種別人口構成 - 白人: 80.75% - アフリカン・アメリカン: 7.27% - ネイティブ・アメリカン: 0.34% - アジア人: 1.35% - 太平洋諸島系: 0.17% - その他の人種: 8.75% - 混血: 1.36% - ヒスパニック・ラテン系: 19.56% 年齢別人口構成 - 18歳未満: 26.9% - 18-24歳: 10.8% - 25-44歳: 32.3% - 45-64歳: 20.6% - 65歳以上: 9.4% - 年齢の中央値: 32歳 - 性比（女性100人あたり男性の人口） - 総人口: 103.6 - 18歳以上: 101.9 | 世帯と家族（対世帯数） - 18歳未満の子供がいる: 37.1% - 結婚・同居している夫婦: 60.2% - 未婚・離婚・死別女性が世帯主: 10.8% - 非家族世帯: 24.0% - 単身世帯: 19.2% - 65歳以上の老人1人暮らし: 6.7% - 平均構成人数 - 世帯: 2.89人 - 家族: 3.26人 収入と家計 - 収入の中央値 - 世帯: 44,908米ドル - 家族: 50,100米ドル - 性別 - 男性: 31,769米ドル - 女性: 24,550米ドル - 人口1人あたり収入: 19,690米ドル - 貧困線以下 - 対人口: 12.4% - 対家族数: 8.5% - 18歳未満: 15.2% - 65歳以上: 14.7% |

## 都市と町
- ゲインズビル - 郡庁所在地
- アルト
- クラーモント
- フラワリーブランチ
- ジルズビル
- ルーラ
- オークウッド
- ブレイセルトン（小部分）

## 教育

### 高等教育機関
- ブレノー大学
- ゲインズビル州立カレッジ
- ラニア工科カレッジ

### 初等中等教育
郡内には公私立合わせて高校が10校ある。中学校も同じく10校ある。